# Liste bekannter Persönlichkeiten der Universität Belgrad
Bekannte Professoren, Persönlichkeiten und Absolventen der Universität Belgrad sind u. a.:

## A
- Heorhij Afanasjew, ukrainischer Historiker, Journalist und Politiker (* 1848, † 1925)
- David Albahari, serbischer Schriftsteller jüdischer Herkunft (* 1948, † 2023)
- Ali Aliu, mazedonischer Literaturwissenschaftler und Albanologe (* 1934)
- Mladen Ančić, bosnisch-herzegowinischer Historiker kroatischer Volkszugehörigkeit (* 1955)
- Michael Arndt, deutscher Geistlicher; russisch-orthodoxer Erzbischof (* 1941)
- Dragoslav Avramović, serbischer Ökonom und Politiker (* 1919, † 2001)

## B
- Džemal Bijedić, jugoslawischer Ministerpräsident (1971–1977)
- Sonja Biserko, serbische Autorin und Menschenrechtsaktivistin (* 1948)
- Luke Black, serbischer Musiker (* 1992)
- Bogdan Bogdanović, serbischer Architekt, Stadttheoretiker und Essayist (* 1922, † 2010)
- Ksente Bogoev, jugoslawischer bzw. mazedonischer Ökonom und Politiker (* 1919, † 2008)
- Besim Bokshi, Kosovarischer Lyriker und Sprachwissenschaftler (* 1930)
- Mirko Božić, kroatischer Schriftsteller (* 1919, † 1995)
- Nenad Bogdanović, Bürgermeister von Belgrad (2004–2007)
- Henri Bosco, französischer Dichter, Roman- und Jugendbuchautor (* 1888, † 1976)
- Bujar Bukoshi, kosovarischer Politiker (* 1947, † 2025)
- Miodrag Bulatović, serbischer Schriftsteller und Politiker aus Montenegro (* 1930, † 1991)
- Erich Burghardt, österreichischer Gynäkologe (* 1921, † 2006)

## C
- Katrien Caymax, belgische Graphikerin und Malerin (* 1951)
- Miloš Crnjanski, serbischer Dichter, Erzähler, Reisebeschreiber und Bühnendichter (* 1893, † 1977)
- Mirko Cvetković, Ministerpräsident der Republik Serbien (2008–2012)
- Jovan Cvijić, serbischer und jugoslawischer Geograph (* 1865, † 1927)
- Branko Ćopić, jugoslawischer Schriftsteller (* 1915, † 1984)
- Bora Ćosić, serbischer Schriftsteller (* 1932)
- Sima Ćirković, jugoslawischer bzw. serbischer Historiker (* 1929, † 2009)

## D
- Nexhat Daci, Präsident des Kosovo (2006)
- Vladimir Dedijer, jugoslawischer Partisan, Journalist und Politiker (1914–1990)
- Aleksandar Despić, serbischer Physiker (* 1927; † 2005)
- Mlađan Dinkić, Gouverneur der serbischen Nationalbank (2000–2003); Finanzminister Serbiens (2004–2006); Vizeministerpräsident (seit 2008)
- Franz Dirlmeier, deutscher klassischer Philologe; Lektor an der Universität Belgrad (1931–1934)
- Milorad Dodik, Präsident der Republika Srpska (seit 2022)
- Diana Dragutinović, Finanzministerin von Serbien (2008–2011)
- Vuk Drašković, serbischer Schriftsteller und Außenminister von Serbien (2004–2007)
- Dragan Đilas, Bürgermeister von Belgrad (2008–2014)
- Milovan Đilas, serbischer Politiker und sozialwissenschaftlicher Schriftsteller (* 1911, † 1995)
- Zoran Đinđić, serbischer Politiker und Schriftsteller; serbischer Ministerpräsident (2001–2003)
- Rajko Đurić, Präsident der International Roma Union (1990–2000)
- Predrag Đurović, serbischer Geograph und Geomorphologe (* 1962)

## F
- Jadran Ferluga, slowenischer Byzantinist (* 1920, † 2004)

## G
- Mirko Gashi, albanischer Lehrer, Schauspieler und Lektor (* 1939; † 1995)
- Kiro Gligorov, erster Präsident der unabhängigen Republik Mazedonien (1991–1999)
- Zagorka Golubović, jugoslawische bzw. serbische Soziologin und Anthropologin (1930–2019)
- Danko Grlić, jugoslawischer bzw. kroatischer Universitätsprofessor an der Universität Belgrad (* 1923; † 1984)

## H
- Hisham Hammad, deutscher Politiker palästinensischer Abstammung (* 1951)
- Aleksandar Hristov, mazedonischer Rechtswissenschaftler (* 1914, † 2000)

## I
- Rada Iveković, jugoslawische Philosophin, Indologin und Schriftstellerin (* 1945)

## J
- Ratko Janev, mazedonischer Atomphysiker (* 1939, † 2019)
- Miroljub Jevtić, Politikwissenschaftler und Universitätsprofessor an der Universität Belgrad (* 1955)
- Dragan Jočić, serbischer Politiker und Innenminister des Landes (2004–2008)
- Mihailo Jovanović, jugoslawischer Jurist; Hilfsrichter am Ständigen Internationalen Gerichtshof (1922–1930)
- Slobodan Jovanović, serbischer und jugoslawischer Jurist und Professor an der Universität Belgrad, Literat, Historiker und Politiker (* 1869, † 1958)
- Vladimir Jovanović, serbischer Staatsmann und Schriftsteller (* 1833, † 1922)

## K
- Enes Karić, bosnischer Islamwissenschaftler (* 1958)
- Frank Kämpfer, deutscher Osteuropa-Historiker (* 1938, † 2010)
- Krume Kepeski, jugoslawischer Linguist (* 1909, † 1988)
- Srgjan Kerim, Präsident der UN-Generalversammlung (2007–2008)
- Hasan Kikić, bosnischer Schriftsteller (* 1905, † 1942)
- Danilo Kiš, jugoslawischer bzw. serbischer Schriftsteller (* 1885, † 1989)
- Nikola Kljusev, der erste mazedonische Premierminister nach der Unabhängigkeit (1991–1992)
- Blaže Koneski, mazedonischer Schriftsteller und Philologe (* 1921, † 1993)
- Zoran Konstantinović, serbischer Literaturwissenschaftler (* 1920, † 2007)
- Erih Koš, serbischer Schriftsteller aus Bosnien (* 1913)
- Vojislav Koštunica, Präsident Jugoslawiens (2000–2003) und Premierminister Serbiens (2004–2008)

## L
- Laza Lazarević, serbischer Schriftsteller und Arzt (* 1851, † 1891)
- Hans-Peter Liebig, deutscher Agrarwissenschaftler (Ehrendoktor 2009)

## M
- Đuro Macut, Universitätsprofessor und Politiker (* 1963)
- Snežana Malović, Justizministerin Serbiens (2008–2012)
- Mihailo Marković, jugoslawischer bzw. serbischer Philosoph (* 1923, † 2010)
- Rade Marković, serbischer Schauspieler (* 1921, † 2010)
- Ratko Marković, Professor für Rechtswissenschaft an der Universität Belgrad und Vize-Premierminister von Serbien (1994–2000)
- Dragoljub Mićunović, Universitätsprofessor und Vorsitzender der Demokratischen Partei in Serbien (* 1913)
- Milutin Milanković, jugoslawischer Astrophysiker und Mathematiker (* 1879, † 1958)
- Lazar Mojsov, Präsident der UN-Generalversammlung (1977–1978)

## N
- Mileta Novaković, jugoslawischer Jurist und Diplomat (* 1878, † 1940)
- Branislav Nušić, serbischer Novellist und Dramatiker; Gründer der modernen Rhetorik in Serbien (* 1864, † 1938)

## O
- Dositej Obradović, Gründer der Universität Belgrad (1808)
- Georg Ostrogorsky, jugoslawischer Byzantinist russischer Herkunft (* 1902, † 1976)

## P
- Milorad Pavić, serbischer Schriftsteller (* 1929, † 2009)
- Latinka Perović, jugoslawische bzw. serbische Politikwissenschaftlerin und Politikerin (* 1933, † 2022)
- Aleksandar Petrović, jugoslawischer Filmregisseur (1929–1994)
- Dušan Petrović, serbischer Politiker und Justizminister (2007–2008)
- Nebojša Popov, jugoslawischer bzw. serbischer Soziologe (1939–2016)
- Stojan Protić, Premierminister des Königreichs der Serben, Kroaten und Slowenen (1918–1920)

## R
- Abd ar-Rahman Munif, arabischer Schriftsteller (* 1933, † 2004)
- Nebojša Radmanović, Präsident der Präsidentschaft von Bosnien und Herzegowina – serbisches Mitglied (2010-heute)
- Slobodan Ribnikar, jugoslawischer bzw. serbischer Radiochemiker (* 1929, † 2008)
- Marko Ristić, jugoslawischer surrealistischer Schriftsteller (* 1902, † 1984)
- Lazar Ristovski, serbischer Schauspieler (* 1952)
- Milan Roćen, Außenminister der Republik Montenegro (2006–2012)
- Veljko Rus, slowenischer Soziologe (1929–2018)

## S
- Richard Salomon, deutscher Historiker; Lektor für Germanistik an der Universität Belgrad (* 1884, † 1966)
- Pavle Savić, jugoslawischer Chemiker und Physiker (* 1909, † 1994)
- Alois Schmaus, deutscher Slawist und Balkanologe; Deutschlektor an der Universität Belgrad (* 1901, † 1970)
- Edmund Schneeweis, Professor für Slawistik; Lektor für Germanistik an der Universität Belgrad (* 1886, † 1964)
- Meša Selimović, jugoslawischer Autor und Theatermann (* 1910, † 1982)
- Dragoslav Srejović, jugoslawischer bzw. serbischer Archäologe (* 1931, † 1996)
- Ivan Stambolić, Ministerpräsident (1978–1982) und Präsident des jugoslawischen Teilstaats Serbien (1985–1987)
- Borisav Stanković, serbischer Schriftsteller (* 1876, † 1927)
- Milutin Stefanović, jugoslawischer Chemiker (* 1924, † 2009)
- Svetozar Stojanović, jugoslawischer bzw. serbischer Philosoph (* 1931, † 2010)
- Goran Svilanović, serbischer Politiker und Außenminister der Bundesrepublik Jugoslawien (2000–2004)
- Dragan Šutanovac, serbischer Verteidigungsminister (2007–2012)

## T
- Boris Tadić, serbischer Präsident (2004–2012)
- Janko Tipsarević, serbischer Tennisspieler (* 1984)
- Živko Topalović, Sozialist und Kritiker des Kommunismus; Gründer der Sozialistischen Partei Jugoslawiens (* 1886, † 1972)

## V
- Ivo Visković, serbischer Politikwissenschaftler und Diplomat (* 1949)
- Predrag Vranicki, Philosoph und Autor; Rektor der Universität Zagreb (* 1922, † 2002)
- Filip Vujanović, Präsident der Republik Montenegro (2003–2018)
- Svetozar Vukmanović-Tempo, jugoslawischer Politiker (* 1912, † 2000)
- Velimir Ilić, Politiker (* 1951)

## W
- Georg Weifert, serbischer Industrieller deutscher Herkunft, Nationalbankpräsident (* 1850, † 1937)

## Y
- Christos Yannaras, griechischer Philosoph und Autor; Ehrendoktor (* 1935, † 2024)

## Z
- Zoran Živković, serbischer Politiker der Demokratischen Partei und Ministerpräsident des Landes (2003–2004)